# Nishada niveola
Nishada niveola är en fjärilsart som beskrevs av George Francis Hampson 1900. Nishada niveola ingår i släktet Nishada och familjen björnspinnare. Inga underarter finns listade i Catalogue of Life.